# Tau Andromedae
Tau Andromedae (τ And / 53 Andromedae) es una estrella de la constelación de Andrómeda.
De magnitud aparente +4,96, se encuentra a 712 años luz de distancia del sistema solar.

## Características
Tau Andromedae está clasificada en los catálogos estelares como gigante azul de tipo espectral B8III-IV o B5III.
Su temperatura efectiva es de aproximadamente 13.000 K, con una luminosidad entre 910 soles —considerando su tipo espectral como B8— y 1200 soles —para tipo B5—.
Seis veces más grande que el Sol, gira sobre sí misma con una velocidad de rotación proyectada de 91 km/s, completando una vuelta cada 3,3 días.
La teoría de estructura y evolución estelar sugieren una masa para Tau Andromedae entre 4,5 y 4,6 masas solares.
Con una edad actual de algo más de 100 millones de años, antes fue una estrella mucho más caliente de tipo B2.5V.
Se ha sugerido que, más que una verdadera gigante, es una estrella al final de su etapa en la secuencia principal o una subgigante, que está terminando —si es que no lo ha hecho ya— la fusión de su hidrógeno interno.

## Probable compañera estelar
Tau Andromedae parece tener una compañera estelar de magnitud +11,5 separada visualmente de ella 52 segundos de arco.
Comparte movimiento propio con Tau Andromedae, lo que sugiere que ambas estrellas están físicamente ligadas.
La separación real entre ellas es de más de 11.500 UA y su período orbital no es inferior a 530 000 años.